# Неутий
Неутий (лат. Neuthius) (?? — ??) — римский политический деятель V века.
Единственный источник, из которого он известен, — Кодекс Юстиниана. В этом своде римского права содержится письмо императоров Западной и Восточной римских империй Валентиниана III и Феодосия II к некому Неутию — префекту города (лат. Praefectus urbi).
Правда, был ли он префектом Рима или Константинополя, неизвестно. Аббревиатура pu это единственное, что о нём известно. Период его полномочий датируется между 426 и 443 гг.